# Orazio Lancellotti
Orazio Lancellotti (ur. 8 grudnia 1571 w Rzymie, zm. 9 grudnia 1620 tamże) – włoski kardynał.

## Życiorys
Urodził się 8 grudnia 1571 roku w Rzymie, jako syn Paola Lancellottiego i Giulii Delfini Mancinelli. Wraz z bratem Giovannim Battistą studiował na Uniwersytecie w Perugii. Po studiach został referendarzem Najwyższego Trybunału Sygnatury Apostolskiej, audytorem Roty Rzymskiej i regentem Penitencjarii Apostolskiej. 17 sierpnia 1611 roku został kreowany kardynałem diakonem i otrzymał diakonię San Salvatore in Lauro. Pięć lat później został prefektem Kongregacji Soborowej. Zmarł 9 grudnia 1620 roku w Rzymie.